# Рощино Арена
«Рощино Арена» — центральный стадион в Рощино. Домашний стадион футбольного клуба «Ленинградец».
Арена была тренировочной площадкой сборной Хорватии во время чемпионата мира по футболу 2018 года.

## История

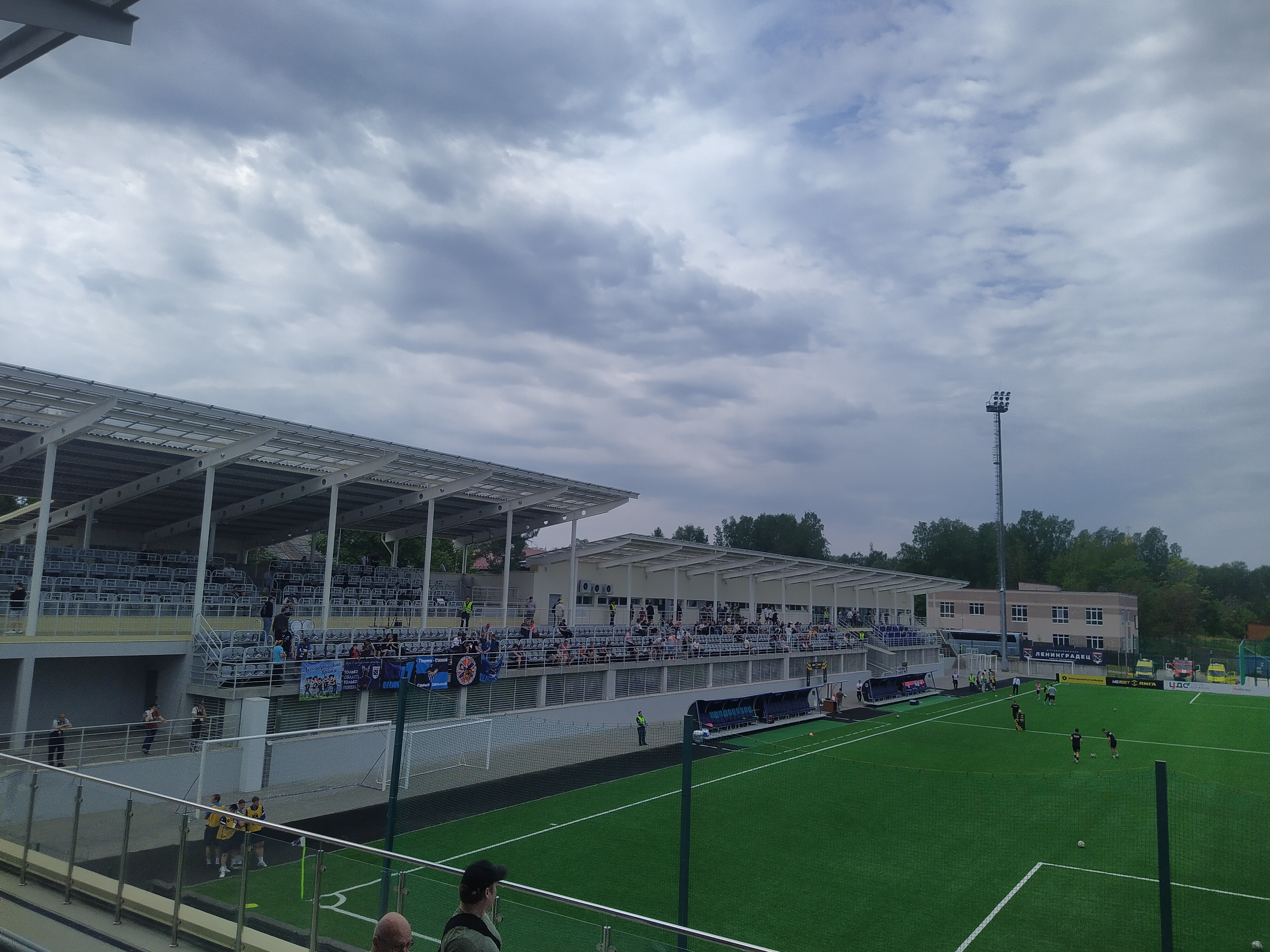
Трибуна «Юг»

В рамках подготовки к Чемпионату мира по футболу 2018 года было принято решение о строительстве футбольной базы для тренировок одной из сборных-участниц на территории Ленинградской области. Первоначально в качестве городов, где построят тренировочную площадку рассматривались Гатчина и Всеволожск. Однако в 2015 году было объявлено, что стадион будет построен в посёлке Рощино Выборгского района Ленинградской области. Во время Чемпионата мира стадион стал тренировочной базой для сборной Хорватии, которая проживала в гостинице в посёлке Ильичёво.
По одному из проектов предполагалось, что после чемпионата мира стадион может стать тренировочной базой футбольного клуба «Тосно». После чемпионата мира на стадионе проводились матчи чемпионата Выборгского района по футболу, чемпионата и кубка Ленинградской области по футболу, Мемориала Валентина Гранаткина 2019, а также, начиная с сезона 2020/2021, часть домашних матчей в первенстве и Кубке России здесь проводит «Ленинградец».
Рядом со стадионом построена крытая ледовая площадка.
В 2020 и 2021 годах сообщалось о реконструкции стадиона, в ходе которой заменят натуральный газон на искусственный с жидкостным подогревом и увеличат вместимость трибун до 2100 зрительских мест. Газон будет передан в Выборг на стадион «Авангард».
В 2023 году планировалось, что стадион станет домашней ареной для команды «Ленинградец-2», однако подрядчик не успел выполнить работы к началу сезона и планы были отменены, а на сезон 2023 команда заявлена не была.
В 2024 году вместимость после реконструкции составила 1534 человек.